# Moses Cleaveland

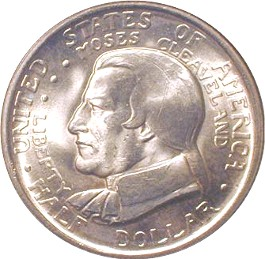
Pièce commémorative d'un demi dollar frappée à la Great Lakes Exposition de 1936

Moses Cleaveland (29 janvier 1754 – 16 novembre 1806) est un juriste, politicien et militaire américain. Arpenteur du Connecticut, il fonda la ville de Cleveland alors qu'il menait une étude sur la Connecticut Western Reserve en 1796.

## Biographie
Il est né à Canterbury (comté de Windham) dans le Connecticut et étudia à Yale dont il sortit diplômé en 1777. La même année, avec le développement de la guerre d'indépendance, il fut enrôlé au grade d'aspirant dans le 2e régiment du Connecticut de l'Armée continentale. En 1779, il fut promu capitaine d'une compagnie de « sapeurs et mineurs » dans le nouveau Corps du génie. Il quitta l'armée le 7 juin 1781 et commença à exercer le métier de juriste à Canterbury.
Connu comme une personne énergique et de forte capacité, il est en 1788, membre de la convention du Connecticut qui ratifie la constitution des États-Unis. Il est élu plusieurs fois à l'Assemblée générale du Connecticut et 1796 est nommé général de brigade de la milice. Il est actionnaire de la Connecticut Land Company, qui a acheté pour 1 200 000 dollars au gouvernement de l'État du Connecticut des terres dans le Nord-Est de l'Ohio, réservées au Connecticut par le Congrès américain et connues lors des premières installations sous le nom de New Connecticut, puis plus tard sous celui de Western Reserve.
Claeveland est alors approché par les directeurs de la Connecticut Land Company en mai 1796 pour mener l'étude, des mesures et la localisation précise des terres acquises. Il est aussi responsable de la négociation avec les Amérindiens vivant sur ces terres. En juin 1796, il part de Schenectady (État de New York) avec une cinquantaine de personnes dont six arpenteurs géomètres, un médecin, un aumônier, un marinier, trente-sept employés, quelques immigrants et deux femmes accompagnant leur mari. Certains voyagèrent par voie terrestre avec les chevaux et le bétail, tandis que le gros de l'expédition remonta par bateau la rivière Mohawk, descendirent la rivière Oswego, longèrent la côte du lac Ontario et remontèrent le Niagara, portant leurs bateaux sur plus d'une dizaine de kilomètres pour contourner les chutes du Niagara.
À Buffalo, une délégation de Mohawks et de Sénécas s'opposa à leur entrée dans la Western Reserve, faisant valoir leur propriété sur ces terres, mais renoncèrent à leurs droits en échange de marchandises évaluées à 1 200 dollars. L'expédition longea la côte du lac Érié et atterrit le 4 juillet 1796 à l'embouchure du ruisseau Conneaut, qu'ils nommèrent Port Independence. Les Indiens furent amadoués avec des cadeaux de perles et du whisky, et autorisèrent l'étude du terrain. Le Général Cleaveland, avec une équipe d'arpenteurs, longea la côte et 22 juillet 1796, accosta à l'embouchure de la Cuyahoga. Il gravit la berge, découvrant une belle plaine couverte d'une jeune forêt en croissance, devinant que l'endroit où il se trouvait avec la rivière à l'ouest et le lac Érié au nord était un site favorable pour une ville.
Il procéda alors à un lotissement urbain et les employés baptisèrent le lieu Cleaveland, en son honneur. Il n'y eut que quatre colons la première année. À cause de l'insalubrité du lieu, la croissance de la population fut lente au départ, atteignant seulement 150 habitants en 1820. Moses Cleaveland était rentré au Connecticut après cette expédition et ne retourna jamais ni dans l'Ohio ni dans la ville portant son nom. Il mourut à Canterbury. Aujourd'hui, une statue le représentant se trouve sur une placette du centre de Cleveland.
Le lieu initialement appelé  "Cleaveland" devint connu sous l'orthographe "Cleveland". En 1830, quand le premier journal, le Cleveland Advertiser fut créé, le rédacteur découvrit que le titre était trop long pour le format du journal et ses caractères d'imprimerie et en conséquence supprima la lettre "a" de la première syllabe de "Cleaveland". Cette graphie a depuis été adoptée par le public puis officialisée.

## Source
- (en) Cet article est partiellement ou en totalité issu de l’article de Wikipédia en anglais intitulé « Moses Cleaveland » (voir la liste des auteurs).